# Limnodynastes convexiusculus
A Limnodynastes convexiusculus a kétéltűek (Amphibia) osztályának békák (Anura) rendjébe, a mocsárjáróbéka-félék (Limnodynastidae) családjába, azon belül a Limnodynastes nembe tartozó faj.

## Előfordulása
A faj Új-Guinea déli partvidékén, a Doak-sziget és a Fly-folyó torkolatvidéke között, valamint a Daru-szigeten, továbbá Ausztrália Nyugat-Ausztrália államának északkeleti részétől Queensland államig honos. Elterjedési területének mérete nagyjából 586 000 km².

## Nevének eredete
A convexiusculus névvel, aminek jelentése domború farú, a faj egyedeinek testtartására utaltak.

## Megjelenése
Közepesnél nagyobb termetű békafaj, testhossza elérheti a 6 cm-t. Háta barna színű, rajta sötétebb barna vagy olajzöld foltokkal, időnként középen halvány hosszantí csík látható. A sötétebb foltok bőrfelületei gyakran kiemelkednek, a nagyobb méretű egyedeknél kisebb bőrtüskék figyelhetők meg. Pofája csúcsától szemén túlig széles, sötét sáv húzódik. Szeme alól mellső lábáig fehér csík fut. Szája sarkában kitüremkedő fakó mirigy található. Hasa fehér. Arany színű pupillája csaknem kerek. Mellső lábain nincs úszóhártya, hátsó lábfejein kezdetleges úszóhártya található. Ujjainak végén nincsenek korongok. A nőstények első két ujján fészeképítésre alkalmas kinövés van.

## Életmódja
A párzás az esős évszakban, tavasztől nyárig tart. A hímek fűcsomók tövéből, édesvízi rákok által kiásott és elhagyott üregekből hívják énekükkel a nőstényeket. Az amplexus során a nőstény kiemeli mellső lábát a vízből és gyors mozdulattal a vízbe csap, ujjain levő kinövések segítségével légbuborékokat készít a habfészek számára. Petéit habos csomókban rakja le a réteken kialakult időszakos pocsolyákba, mocsaras területek vizének felszínére. Az ebihalak hossza elérheti a 8 cm-t, színük fekete vagy szürke, barna pettyekkel tarkítva. Az ebihalak gyakran a víz mélyén maradnak. Teljes kifejlődésük két hónapig tart.

## Természetvédelmi helyzete
A vörös lista a nem fenyegetett fajok között tartja nyilván. Elterjedési területén, Queensland állam nemzeti parkjaiban védett. Új-guineai elterjedési területének mérete még további vizsgálatokat igényel; itt nem fordul elő védett területen.